# Phalombe
Phalombe – miasto w południowym Malawi, w Regionie Południowym, siedziba władz dystryktu Phalombe. Według danych na rok 2008 liczyło 4 935 mieszkańców.